# 张立志
张立志（1932年—），男，宁夏中宁人，中华人民共和国政治人物，曾任宁夏回族自治区农业厅厅长，宁夏回族自治区人大常委会副主任，第九届全国人大代表。